# Mélanie Vincelette
Pour les articles homonymes, voir Vincelette.
Mélanie Vincelette, née en 1975 à Montréal, est une éditrice et romancière canadienne.

## Biographie
«Éditrice téméraire et exigeante, elle fonde Marchand de feuilles en 2000 et la revue Zinc en 2003.»  Mélanie Vincelette est à l'avant-garde du renouvellement du monde de l'édition au Québec au début des années 2000. «Marchand de feuilles, la maison qu'elle dirige est derrière deux des plus grands succès littéraires des années 2010, La fiancée américaine d'Éric Dupont et La femme qui fuit d'Anaïs Barbeau-Lavalette.»  
Romancière maintes fois primée, Mélanie Vincelette est lauréate du Prix littéraire Radio-Canada et du Prix du jeune écrivain francophone. Selon Le Figaro, son premier roman Crimes horticoles, un livre qui puise son décor dans la forêt laurentienne, est «aussi surprenant que maîtrisé». Selon le Nouvel Observateur, Crimes horticoles qui a remporté le Prix Anne-Hébert, fait jaillir « des étincelles de langage ». Petites géographies orientales est composé de récits écrits après avoir vécu au Laos, au Cambodge et en Thaïlande à la fin des années 1990.
Polynie, son deuxième roman, est un thriller écologique qui transporte le lecteur dans le Grand Nord canadien où règne une tension politique constante. Souveraineté de l'Arctique, dorsale de Lomonossov, pêche au narval et gastronomie nordique sont narrés par un cuisinier qui œuvre dans une mine d'or sur l'île de Baffin. Un Nord moderne est décrit dans ce roman «magistral» selon la critique littéraire canadienne Chantal Guy. Polynie  qui a inspiré une nouvelle vague de romans nordiques publiés au Québec a été  finaliste au prix du Gouverneur général et  sacré meilleur livre de l'année 2011 par le journal La Presse.
En 2000 elle a déposé un mémoire de maîtrise en littérature sous la direction d'Yvon Rivard. Mélanie Vincelette a ensuite enseigné la littérature à l'université McGill  de 2004 à 2009 alors qu'elle entamait son doctorat. Chercheuse spécialisée en sociocritique elle a fait partie du groupe de recherche Le soi et l'autre sous la direction de Marc Angenot de 2004 à 2009. En 2016 elle donne un cours de littérature québécoise à l'Université de Stockholm en Suède ainsi qu'à l'Université de Bergen en Norvège dans le cadre du programme «Transformation contemporaine du livre et de l'industrie de la littérature: une collaboration Québec-Norvège pour les cultures nordiques.» Cet échange est orchestré par Margery Vibe Skagen et la Chaire de recherche sur l'imaginaire du Nord et l'hiver et de l'Arctique.

## Œuvres

### Romans
- Petites géographies orientales, Marchand de feuilles, Montréal-Paris, 2001
- Qui a tué Magellan?, Leméac, Montréal, 2004
- Crimes horticoles, Robert Laffont, Paris, 2006 ; réédition, Seuil, coll. « Points », 2011
- Polynie, Robert Laffont, Paris, 2011

### Autres publications
- Chinook, in Dès la première seconde de solitude, Mercure de France, 2003
- Dans l'antre de Pierre Foglia, L'Actualité, décembre 2003
- La Péninsule de Courlande, Lettres Québécoises, no 159, Automne 2015

## Prix et honneurs
- Prix Anne-Hébert 2007
- Prix littéraire Radio Canada 2006 (1er prix, catégorie Récit)
- Prix du jeune écrivain francophone 2003[9]
- Prix Adrienne Choquette 2005
- Finaliste au Prix littéraire des collégiens 2012 pour Polynie
- Finaliste au Prix des libraires du Québec 2005 pour Qui a tué Magellan?
- Finaliste au prix du Gouverneur général du Canada 2012 pour Polynie
- Finaliste catégorie «portrait» prix de la Sodep 2016 pour La péninsule de Courlande.